# Айлендерс (футбольний клуб)
Футбольний клуб «Айлендерс» (англ. Islanders Football Club) — футбольний клуб Британських Віргінських Островів з міста Род-Таун. Клуб був заснований у 2008 році, та проводить домашні матчі на стадіоні «А. О. Ширлі Рекріейшен Граунд». Клуб грає у чемпіонаті Британських Віргінських Островів з футболу, та 8 разів був чемпіоном островів, найбільше серед усіх команд островів.

## Титули і досягнення
- Чемпіон Британських Віргінських Островів (8): 2009—2010, 2010—2011, 2011—2012, 2012—2013, 2013—2014, 2014—2015, 2016—2017, 2019—2020